# Gustav Vasas härstamning

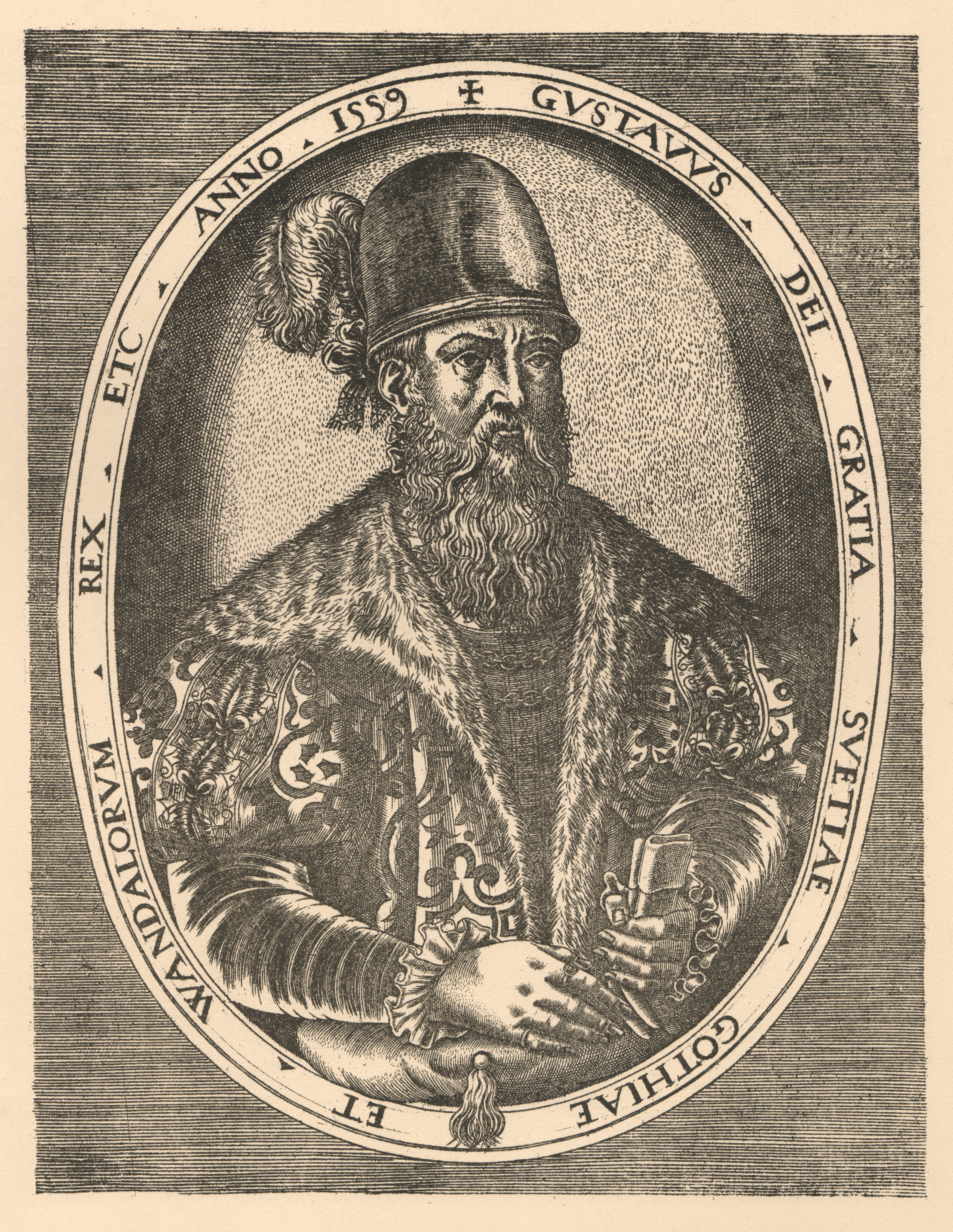
Gustav Vasa på nederländskt kopparstick av Horatius Cock 1559, avbildad i samtidens mode, möjligen efter en skiss av Domenicus ver Wilt.

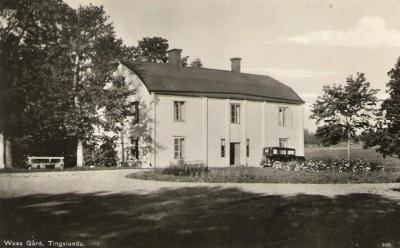
Nutida manbyggnad på Vasa gård i Skepptuna. Stamgård för Vasaätten.

Gustav Vasas härstamning är ett genealogiskt ämne som intresserar både regelrätta historiker och privatpersoner med härstamning från Gustav Vasa. Han var kung av Sverige 1523–1560 och dessförinnan riksföreståndare och den första svenska regenten av Vasaätten. Denna ätt utslocknade på svärdssidan genom den polske kungen Johan II Kasimirs död 1672 och på spinnsidan med drottning Kristinas död 1689. Många kungliga och adliga, men även borgerliga, Vasaättlingar lever idag kvar genom övrig kvinnlig härstamning och liksom Gustav Eriksson Vasa härstammar de alla från många äldre svenska frälsesläkter, den kungliga Sverkerätten, vars förfäder tillhörde gamla svenska och danska kungliga ätter som Stenkilsätten, Ynglingaätten och Estridska ätten, den Kievska Rurikdynastin, europeiska adelsätter och furstehus samt romerska kejsarätter.

## Bakgrund

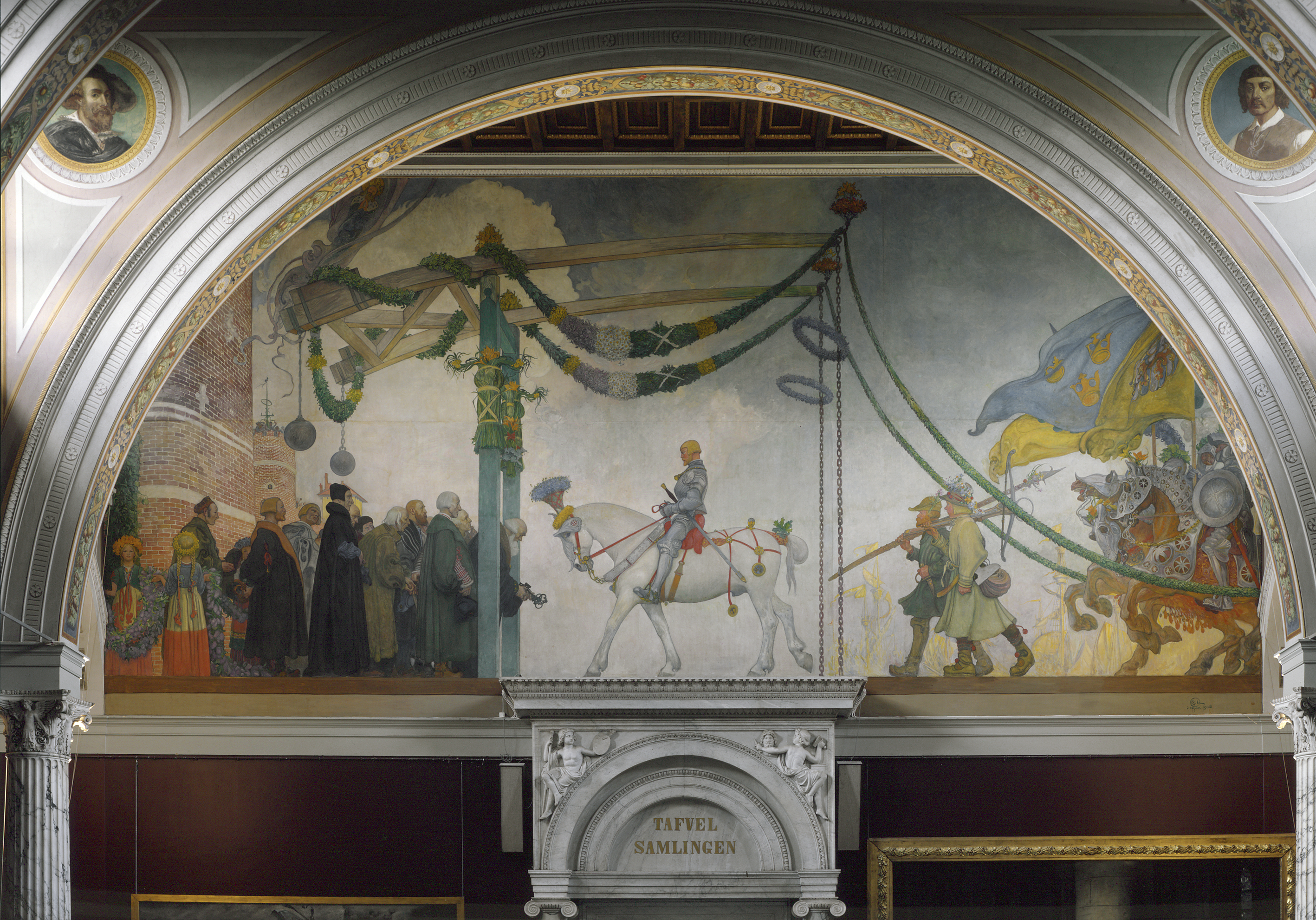
Gustav Vasas intåg i Stockholm 1523, av Carl Larsson (1908).

Gustav Erikssons makttillträde, inlett som ett uppror mot unionskungen Kristian II efter Stockholms blodbad, innebar slutet för Kalmarunionen, och han har sedan kommit att betraktas som riksbildare och grundare av den moderna nationalstaten Sverige, och omfattas idag med epitet som landsfader, som med kritiska ord som tyrann och envåldshärskare. Oavsett vilka värderande aspekter man har på  honom, anses han vara en unik centralgestalt i Sveriges historia, och han utgör bland svenska kungar en opportunistisk utmanare, eftersom han inte med stöd av kungliga anor besteg tronen med arvsrätt, utan som ett resultat av en personlig kamp som revolutionsledare, folkets hjälte, och med svenska högaristokratins stöd. Med denna särställning omfattas han idag därför med ett särskilt intresse av såväl sympatisörer som kritiker, liksom när han besteg tronen som Sveriges kung för omkring femhundra år sedan.
Redan då, vid trontillträdet 1523, höjdes kritiska röster som ifrågasatte hans rätt till kronan, hans börd och släktbakgrund, inte minst från länder utanför Norden.

## Gustav Vasas förfäder
Både Gustavs far och hans mor tillhörde 1500-talets högadel i Sverige, även om faderns ätt, som senare kom att kallas Vasaätten, varit lågadlig fram till Gustavs farfars far Krister Nilsson. 

### Föräldrar
| Till vänster Vasavapnet i den äldre formen under medeltiden. (efter Jan Raneke).Till höger Ekaättens vapen |  | Till vänster Vasavapnet i den äldre formen under medeltiden. (efter Jan Raneke).Till höger Ekaättens vapen |
| Till vänster Vasavapnet i den äldre formen under medeltiden. (efter Jan Raneke).Till höger Ekaättens vapen |  | |

#### Fadern
Erik Johansson (Vasa), avrättad 1520 vid Stockholms blodbad, var en svensk riddare och riksråd, häradshövding i Danderyd och Rydbo, hövitsman på Kastelholms slott på Åland och ägde sätesgården Rydboholm i Uppland, där han 1490 skall ha dräpt en man från Stockholm, som gjort intrång på Rydboholms marker. 1497 hotades han med bannlysning efter att han under stormannaupproret mot morbrodern Sten Sture den äldre skall han ha plundrat Fröunda prästgård, men blev samma höst dubbad till riddare vid kung Hans kröning. men han stödde morbrodern Sten Sture vid ett kuppförsök, vilken valdes till riksföreståndare, och upphöjde Erik till Svenskt riksråd samt arvtagare, varför Erik Johansson ärvde alla Sten Stures gårdar efter hans död.

#### Modern
Cecilia Månsdotter av Ekaätten, död 1522 i pesten under dansk fångenskap i Blåtårn (Köpenhamns slott), fick med Erik Johansson åtta barn, hon var dotter till Måns Karlsson (Eka) och Sigrid Eskilsdotter (Banér), vilka både tillhörde Sveriges högadel. Efter att Cecilia blev änka då hennes make avrättats fängslades hon tillsammans med sina döttrar, och fördes till Köpenhamn, där hon antas ha avlidit i pesten.

### Gustavs farföräldrar
| Till vänster Vasavapnet, till höger Äldre Stureättens vapen |  | Till vänster Vasavapnet, till höger Äldre Stureättens vapen |
| Till vänster Vasavapnet, till höger Äldre Stureättens vapen |  |                                                             |

#### Farfar
Johan Kristiernsson (Vasa) var ett svenskt riksråd och riddare, son till riddaren, häradshövdingen, riksrådet och sedermera drotsen Krister Nilsson till Björnö och Revelstad, som tidvis också var riksföreståndare och dog som länsherre på Viborg. Krister Nilssons hustru Margareta Eriksdotter Krummedige var dotter till danska rikshovmästaren, riddaren och riksrådet Erik Krummedige. Johan Kristernsson studerade vid universitetet i Leipzig 1444, och dubbades senare till riddare, samt köpte 1451 Örby (Örbyhus slott) med underliggande gårdar från sin moster Agneta Eriksdotter (Krummedige)

#### Farmor
Birgitta Gustavsdotter (Sture, tre sjöblad), dotter till Gustav Anundsson Sture och Birgitta Stensdotter (Bielke), vilken i sin tur var dotter till Sten Turesson (Bielke) och Margareta Karlsdotter (Sparre av Tofta), syster till kung Karl Knutsson (Bonde) och mor till riksföreståndaren Sten Sture den äldre.

### Gustavs morföräldrar
| Till vänster Ekaättens vapen, till höger ätten Banér |  | Till vänster Ekaättens vapen, till höger ätten Banér |
| Till vänster Ekaättens vapen, till höger ätten Banér |  |                                                      |

#### Morfar
Måns Karlsson (Eka) var riksråd och hövitsman på Stäkeholm samt häradshövding i Vaksala härad i Uppland, där hans närmaste företrädare var fadern. Hans sätesgård var Eka i Lillkyrka socken. 1475 gift med

#### Mormor
Sigrid Eskilsdotter Banér, som i sitt andra äktenskap med Nils Eriksson (Gyllenstierna) födde dottern Kristina Gyllenstierna som gifte sig med riksföreståndaren och regenten Sten Sture den yngre. Såsom Sten Sture den yngres svärmor fängslades hon vid Stockholms blodbad och jämte dottern Kristina, var Sigrid en av de få kvinnor som dömdes till döden vid blodbadet; hon dömdes till att dränkas genom att sys in i en säck och slängas i havet, men avrättningen avbröts då hon gick med på att låta sin egendom konfiskeras av kungen. Hon medtogs till Danmark och fördes till Blåtårn för förvaring tillsammans med sina döttrar Cecilia och Kristina, den senares söner Nils och Svante, samt dotterdöttrar. Omkring 1522 avled Cecilia och två dotterdöttrar i pesten, men Sigrid själv överlevde fångenskapen och fick återvända till Sverige 1523.

## Kungliga anor

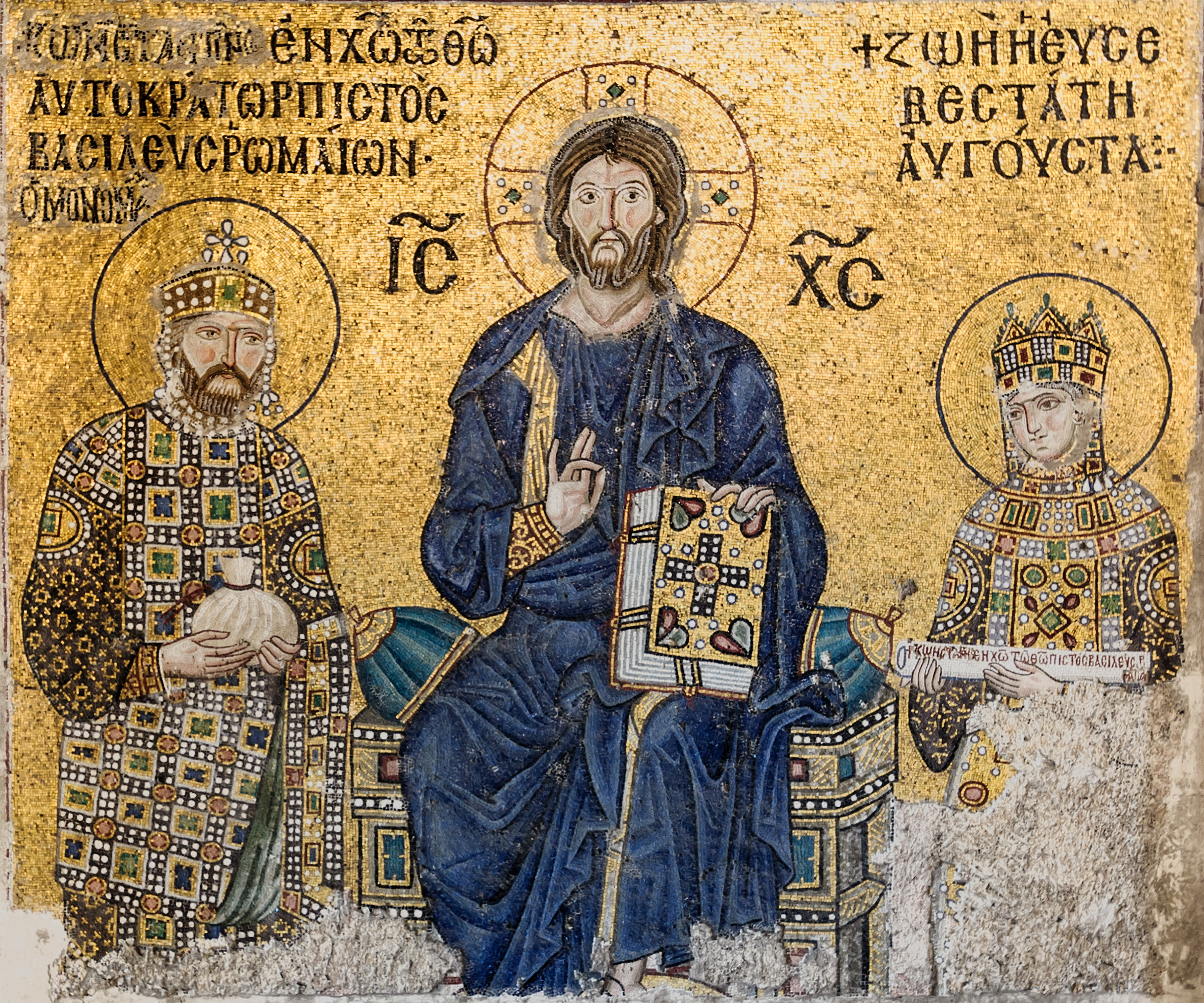
Kristus flankeras av Konstantin IX Monomachos och Zoë. Mosaik i Hagia Sofia.

Gustav Eriksson hade på långt håll kungligt blod i ådrorna genom att hans farmor, Birgitta Gustavsdotter (Sture), härstammade från kung Sverker den yngre via hans dotter Helena Sverkersdotter som var gift med lagmannen i Västergötland jarl Sune Folkesson.
Via Sverker den yngre härstammade Gustav från hans far, kung Karl Sverkersson, son till kung Sverker den äldre, medan modern tillhörde en norska hövdingaätten Thjottaätten.
Via Sverker den yngres hustru Kristina Stigsdotter Hvide härstammade Gustav från hennes far Stig Tokesen (Hvide), från den gamla danska Hvideätten och prinsessan Margareta av Danmark, vars far var den danske prinsen och hertigen Knut Lavard, stamfader för danska kungafamiljen Valdemarerna och deras ättlingar, vilken var son till kung Erik Ejegod av Danmark, och hans hustru Ingeborg av Kiev.
Margaretas mormor, Kristina Ingesdotter, var svensk prinsessa och furstinna av Novgorod, dotter till kung Inge den äldre och drottning Helena av Sverige (som även var syster till kung Blot-Sven), och gift med furst Mstislav I Vladimirovitj den store av Kiev, son till Vladimir II Monomach, vilken i sin tur var sonson till storfurst Jaroslav I "den vise" av Kiev, som var gift med Olof Skötkonungs dotter. Hans mor var troligen Anastasia (död 1067), dotter till den bysantinske kejsaren Konstantin IX Monomachos och kejsarinnan Zoë Porphyrogenita, en av de få bysantinska kejsarinnorna som föddes kejserlig, alltså som ett legitimt barn till en regent, fadern var Konstantin VIII, och därigenom kunde Gustav Vasa härstamma från den Makedoniska dynastin i Byzans och de olika romerska kejsarätterna.
Via Inge den äldre var Gustav ättling till gamle kung Stenkil.

## Bjälboätten och jarlar

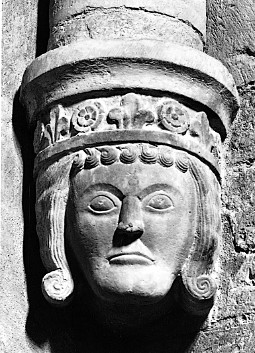
Konsolhuvud i Varnhems kyrka, identifierad som Birger jarl, med hertiglig krona

Via sin mors farmor Birgitta Gustavsdotter Sture (tre sjöblad) härstammade Gustav med två linjer av Bjälboättens lagmansgren från Magnus minnesköld som enligt den svenska s.k. "Genealogia folkungorum" skall ha varit bror till jarlarna Birger Brosa och  Karl Döve, alla tre söner till Bengt snivil, vilken enligt den danska historikern Saxo var son till Folke den tjocke och prinsessan Ingegärd Knutsdotter av Danmark.
Via Finstaätten och Färla, Karl Erikssons ätt härstammade Gustav Vasa från Magnus minneskölds son Birger jarl, Stockholms grundare och stamfader till den kungliga grenen av Bjälboätten, som förr kallades Folkungaätten.

## Svenska och danska riksråd
Riksföreståndaren Sten Sture den äldre var hans morbror, hans fars kusin, biskopen Kettil Karlsson (Vasa) var riksföreståndare ett knappt år 1464-1465, och hans förfäder hade varit svenska riddare och riksråd, varav hans farfars far Krister Nilsson (Vasa) var riksdrots. Gustavs farfars morfar Erik Krummedige var dansk rikshovmästare, riddare och riksråd.

## Utländska adelsätter
Gustav Vasa hade många utländska anor från kontinenten, däribland de danska och tyska adelsätterna Krummedige, Königsmarck, Nipertz, Pinnow, Skram, von Lembeck, von Thienen och von Vitzen, samt från ätten Scherembeke, ur vilken Vasaätten kan ha sitt agnatiska ursprung, eftersom namnet Vasaätten inte som tidigare påståtts kommer från ättens vapen, vilket före Gustav Vasa liknande Scherembekes, utan från en av de tidigaste släktgårdarna, Vasa gård i Uppland.

## Svenska frälseätter
Gustav härstammade från gamla svenska frälseätter som Algotsönernas ätt, And, Banér, Bengt Bossons ätt, Bengt Hafridssons ätt, Bielke, Bjälboättens lagmansgren, Bjälboättens oäkta gren, Boberg, Bondeätten, Brun, Bååt, Ekaätten,  Finstaätten, Fånöätten, Färla, Karl Erikssons ätt, Färla, Orestes Keldorssons ätt, Glysing, Gren, Gripätten, Lejonansikte, Hemming Ödgislessons ätt, Ivar Nilssons ätt, Kase, Lejonansikte, Lejonbalk, Likvidssönernas ätt, Lännaätten, Natt och Dag, Oxenstierna, Peter Ragnvaldssons ätt, Puke (frälsesläkt),  Rickebyätten, Rumbyätten, Sparre av Aspnäs, Sparre av Tofta, Sparre av Vik, Äldre Stureätten, Tyrgils Knutssons ätt, Vingätten, Ulfstand af Årby (Årbyätten), och Ulvåsaätten.
Men Vasaätten var länge lågadlig, och hade bara tillhört högadeln under tre generationer, när Gustav 1521 väljs till riksföreståndare, och två år senare, 1523 till kung.

## Vasaätten
| Till vänster Vasavapnet i den äldre formen under medeltiden. (efter Jan Raneke).Till höger Kristiern från Ölands vapen, vilket kallas tvärlilja. |  | Till vänster Vasavapnet i den äldre formen under medeltiden. (efter Jan Raneke).Till höger Kristiern från Ölands vapen, vilket kallas tvärlilja. |
| Till vänster Vasavapnet i den äldre formen under medeltiden. (efter Jan Raneke).Till höger Kristiern från Ölands vapen, vilket kallas tvärlilja. |  | |

| Den tysk-baltiska familjen Scherembekes vapen, snarlikt Vasaättens medeltida vapen, till höger senare Vasa vapen från Gustav Vasas regeringstid. Båda avbildar ett svart märke, men Gustav Vasas variant avbildar en svart vase i guldfält. |  | Den tysk-baltiska familjen Scherembekes vapen, snarlikt Vasaättens medeltida vapen, till höger senare Vasa vapen från Gustav Vasas regeringstid. Båda avbildar ett svart märke, men Gustav Vasas variant avbildar en svart vase i guldfält. |
| Den tysk-baltiska familjen Scherembekes vapen, snarlikt Vasaättens medeltida vapen, till höger senare Vasa vapen från Gustav Vasas regeringstid. Båda avbildar ett svart märke, men Gustav Vasas variant avbildar en svart vase i guldfält. |  | |

| Ekaättens vapen till vänster, och till höger det av Gustav Vasa kombinerade vapnet med vasen avbildad som en gul sädeskärve. |  | Ekaättens vapen till vänster, och till höger det av Gustav Vasa kombinerade vapnet med vasen avbildad som en gul sädeskärve. |
| Ekaättens vapen till vänster, och till höger det av Gustav Vasa kombinerade vapnet med vasen avbildad som en gul sädeskärve. |  | |

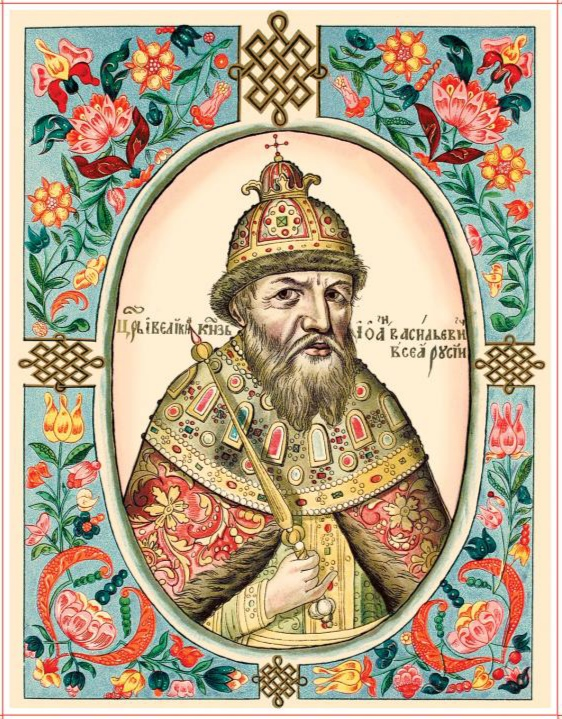
Ivan IV av Ryssland.

Kristiern från Öland (född cirka 1250, cirka 1310), var slottsfogde i Stockholm. Kristierns patronymikon och ursprung är inte känt från några urkunder, men på ett sigill avbildat av fornforskaren Johan Peringskiöld (1654-1720) kallas han för de Ölandia. Kristiern var gift med Margareta Likvidsdotter (Likvidsönernas ätt) och fick minst fyra barn, sönerna Kristiern, Erik och Likvid, samt dottern Kristina.
Kristina var gift med Nils Jonsson (Rickebyätten) til Vidbo (ca 1278-före 1319), och blev anmoder till Vasaätten via sin sondotter Kristina Jonsdotter (1336-1378), vilken före 1369 gifte sig med Vasaättens stamfader Nils Kettilsson (Vasa). Nils Kettilsson, med okända föräldrar och ursprung, använde vapenskölden för Scherembeke, vilken senare under Gustav Vasas tid gjordes om till en vasekärve, och han kan möjligen själv ha tillhört ätten Scherembeke.
Den äldre medlemmen av ätten Krister Nilsson (Vasa) skall ha kallat den tysk-baltiske riddaren Henrik Scherembeke Om vilket översätts till svenskans  "frände" eller släkting.  Det i Sverige ovanliga förnamnet Cristiern förekom i släkten Scherembeke och Vasaättens svårtolkade vapen liknar i hög grad Scherembeke-vapnet. Om Kristiern härstammade från till Sverige invandrade släktingar av ätten Scherembeke så är det naturligt att han förde samma vapen, vilket är snarlikt de tidiga generationerna av Vasaätten, men inte alls ser ut som den sädeskärve det senare fick formen av.
Sedan Gustav Eriksson hade blivit kung ändrades vapnet på 1540-talet men först senare dyker namnet Vasaätten upp. Gustav Vasa slog samman sitt fädernevapen med moderns vapen (för Ekaätten) genom att det kombinerades med Ekaättens vapen, och vasen fick därvid gyllene tinktur, så att vapenskölden visar en sköld: hans mors släktvapens två gånger styckade sköld i blått, silver och rött (färgernas plats växlande i början) och överlagd av en vase av guld. Vasen fick småningom utseende av en gyllene halmkärve. Varför Gustav Eriksson skapade detta vapen, där hans mors ätt integrerades i såväl det kungliga vapnet som riksvapnet är okänt, men det har föreslagits att den gamla högadliga Ekaätten som var mycket betydande under medeltidens två sista århundraden gav kung Gösta större glans, än hans på fädernet lågadliga förfäders ganska anonyma ursprung och vapen.
Gustav Vasas dynastiska inträde i de europeiska kungliga maktskikten sågs inte med odelad glädje av representanter för de gamla europeiska furstehusen, och Gustav Vasa ansågs vara "en adlig uppkomling på Europas furstliga firmament", som den svenska historikern Lars-Olof Larsson uttrycker saken.
I synnerhet Rysslands storfurste Ivan IV av Ryssland, också kallad Ivan den förskräcklige, anklagade Gustav Vasa för att vara en uppkomling. Ivan IV var en kolerisk och aggressiv kung, som behandlade sitt folk hänsynslöst och i raseri dödade sin egen son, och han är i Sverige också känd som dödsfiende till Gustav Vasas son, kung Johan III som avgick med segern, efter att de båda år 1560 friat till Polens arvtagerska Katarina Jagellonica. Fiendskapen mellan Ivan och Johan ledde till såväl krigshandlingar, som arga brev och smädeskrifter, där storfursten gjorde allt för att förolämpa kung Johan, och bland annat kallade hans far Gustav för en bonde från Småland.
Deras ilskna brevväxling kom därför från Johan III:s sida även att innehålla genealogiska detaljer, där vi kan läsa om några av Gustavs förfäder, med Johans egna ord :

| ”                                                            | Men när du i ditt brev i din oförskämdhet påstår att vår salige far, den stormäktige och högborne fursten och herren, herr Gustaf, Sveriges och Götes och Vendes konung, salig och lovad i åminnelse, skulle varit en bonde och smålänning, och inte av herresläkt, ja då ljuger du med skam i din hals..[...]...men om du vill veta vad min farfar hette, så ska du få reda på det, trots att vi inte är skyldiga dig något, bara för att du inte anser att jag vill erkänna min släkt. Min farfar hette Erik Johansson. Han var den yppersta herren i Sveriges riksråd, och av den yppersta släkt. Vill du även veta vad min farfars far hette, så ska jag berätta även det. Han hette herr Johan Christiernsson och var en av de yppersta herrarna i riksrådet. Han hade konung Karls systerdotter till hustru och han lät bygga två murade slott, Örby och Lindeholm. Där föddes min salig far i furstendömet Uppland vid Stockholm och inte i Småland, som du och andra så skamligt diktat och ljugit om..[...]...en av våra förfäder i femte led ifrån oss han hette Christer Nilsson, av den äldsta släkt, så att ingen vet begynnelsen av hans ädla börd och avkomst, och var så högt aktad här i riket, som cusabel är i Frankrike. | „ |
| – Johan III i ett brev från 1573 till Ivan den förskräcklige | |   |

Johan III skriver 1573 i sitt brev till Ivan den förskräcklige om Christer Nilsson, av den äldsta släkt, så att ingen vet begynnelsen av hans ädla börd och avkomst och drygt 400 år senare är bara Christer Nilssons far känd, Nils Kettilsson (Vasa) (död tidigast 1378), vilken först som vuxen nämns som väpnare, fogde på slottet Tre Kronor, häradshövding i Frötuna skeppslag i Roslagen, och gift senast 1369 med Christina Jonsdotter (Rickebyätten). Men hans ursprung och födelseort är okänd, vilket gett utrymme för att han rentav skulle ha varit en till Sverige invandrad medlem ur ätten Scherembeke.

## Antavla
Översikten nedan för Gustav Vasas förfäder är inte bara begränsad till en antavla med fem generationer, utan omfattar även en tabell med den sjätte generationen, där man ser det eventuella släktnamnet och vapenskölden för tidigare förfäder, presenterat enligt doktor Ottokar Lorenz system..
Gustav Vasas antavla i fem generationer, enligt Svenska Autografsällskapets tidskrift del 1 (1879-1888) s 211
|               |  |  |  |  |  |  |  |                               |  |  |  |  |  |  |  |                                |  |  |  |  |  |  |  |                                  |  |  |  |  |  |  |  | Nils Kettilsson (Vasa)                  |
|               |  |  |  |  |  |  |  |                               |  |  |  |  |  |  |  |                                |  |  |  |  |  |  |  |                                  |  |  |  |  |  |  |  |                                         |
|               |  |  |  |  |  |  |  |                               |  |  |  |  |  |  |  |                                |  |  |  |  |  |  |  | Krister Nilsson (Vasa)           |  |  |  |  |  |  |  |                                         |
|               |  |  |  |  |  |  |  |                               |  |  |  |  |  |  |  |                                |  |  |  |  |  |  |  |                                  |  |  |  |  |  |  |  |                                         |
|               |  |  |  |  |  |  |  |                               |  |  |  |  |  |  |  |                                |  |  |  |  |  |  |  |                                  |  |  |  |  |  |  |  | Christina Jonsdotter (Rickeby)          |
|               |  |  |  |  |  |  |  |                               |  |  |  |  |  |  |  |                                |  |  |  |  |  |  |  |                                  |  |  |  |  |  |  |  |                                         |
|               |  |  |  |  |  |  |  |                               |  |  |  |  |  |  |  | Johan Kristiernsson (Vasa)     |  |  |  |  |  |  |  |                                  |  |  |  |  |  |  |  |                                         |
|               |  |  |  |  |  |  |  |                               |  |  |  |  |  |  |  |                                |  |  |  |  |  |  |  |                                  |  |  |  |  |  |  |  |                                         |
|               |  |  |  |  |  |  |  |                               |  |  |  |  |  |  |  |                                |  |  |  |  |  |  |  |                                  |  |  |  |  |  |  |  | Erik Krummedige                         |
|               |  |  |  |  |  |  |  |                               |  |  |  |  |  |  |  |                                |  |  |  |  |  |  |  |                                  |  |  |  |  |  |  |  |                                         |
|               |  |  |  |  |  |  |  |                               |  |  |  |  |  |  |  |                                |  |  |  |  |  |  |  | Margareta Eriksdotter Krummedige |  |  |  |  |  |  |  |                                         |
|               |  |  |  |  |  |  |  |                               |  |  |  |  |  |  |  |                                |  |  |  |  |  |  |  |                                  |  |  |  |  |  |  |  |                                         |
|               |  |  |  |  |  |  |  |                               |  |  |  |  |  |  |  |                                |  |  |  |  |  |  |  |                                  |  |  |  |  |  |  |  | Beata von Thienen                       |
|               |  |  |  |  |  |  |  |                               |  |  |  |  |  |  |  |                                |  |  |  |  |  |  |  |                                  |  |  |  |  |  |  |  |                                         |
|               |  |  |  |  |  |  |  | Erik Johansson (Vasa)         |  |  |  |  |  |  |  |                                |  |  |  |  |  |  |  |                                  |  |  |  |  |  |  |  |                                         |
|               |  |  |  |  |  |  |  |                               |  |  |  |  |  |  |  |                                |  |  |  |  |  |  |  |                                  |  |  |  |  |  |  |  |                                         |
|               |  |  |  |  |  |  |  |                               |  |  |  |  |  |  |  |                                |  |  |  |  |  |  |  |                                  |  |  |  |  |  |  |  | Anund Algotsson Sture                   |
|               |  |  |  |  |  |  |  |                               |  |  |  |  |  |  |  |                                |  |  |  |  |  |  |  |                                  |  |  |  |  |  |  |  |                                         |
|               |  |  |  |  |  |  |  |                               |  |  |  |  |  |  |  |                                |  |  |  |  |  |  |  | Gustav Anundsson Sture           |  |  |  |  |  |  |  |                                         |
|               |  |  |  |  |  |  |  |                               |  |  |  |  |  |  |  |                                |  |  |  |  |  |  |  |                                  |  |  |  |  |  |  |  |                                         |
|               |  |  |  |  |  |  |  |                               |  |  |  |  |  |  |  |                                |  |  |  |  |  |  |  |                                  |  |  |  |  |  |  |  | Christina Anundsdotter (Lejonansikte)   |
|               |  |  |  |  |  |  |  |                               |  |  |  |  |  |  |  |                                |  |  |  |  |  |  |  |                                  |  |  |  |  |  |  |  |                                         |
|               |  |  |  |  |  |  |  |                               |  |  |  |  |  |  |  | Birgitta Gustavsdotter (Sture) |  |  |  |  |  |  |  |                                  |  |  |  |  |  |  |  |                                         |
|               |  |  |  |  |  |  |  |                               |  |  |  |  |  |  |  |                                |  |  |  |  |  |  |  |                                  |  |  |  |  |  |  |  |                                         |
|               |  |  |  |  |  |  |  |                               |  |  |  |  |  |  |  |                                |  |  |  |  |  |  |  |                                  |  |  |  |  |  |  |  | Sten Turesson (Bielke)                  |
|               |  |  |  |  |  |  |  |                               |  |  |  |  |  |  |  |                                |  |  |  |  |  |  |  |                                  |  |  |  |  |  |  |  |                                         |
|               |  |  |  |  |  |  |  |                               |  |  |  |  |  |  |  |                                |  |  |  |  |  |  |  | Birgitta Stensdotter (Bielke)    |  |  |  |  |  |  |  |                                         |
|               |  |  |  |  |  |  |  |                               |  |  |  |  |  |  |  |                                |  |  |  |  |  |  |  |                                  |  |  |  |  |  |  |  |                                         |
|               |  |  |  |  |  |  |  |                               |  |  |  |  |  |  |  |                                |  |  |  |  |  |  |  |                                  |  |  |  |  |  |  |  | Margareta Karlsdotter (Sparre av Tofta) |
|               |  |  |  |  |  |  |  |                               |  |  |  |  |  |  |  |                                |  |  |  |  |  |  |  |                                  |  |  |  |  |  |  |  |                                         |
| Kung Gustav I |  |  |  |  |  |  |  |                               |  |  |  |  |  |  |  |                                |  |  |  |  |  |  |  |                                  |  |  |  |  |  |  |  |                                         |
|               |  |  |  |  |  |  |  |                               |  |  |  |  |  |  |  |                                |  |  |  |  |  |  |  |                                  |  |  |  |  |  |  |  | Magnus Trottesson (Eka)                 |
|               |  |  |  |  |  |  |  |                               |  |  |  |  |  |  |  |                                |  |  |  |  |  |  |  |                                  |  |  |  |  |  |  |  |                                         |
|               |  |  |  |  |  |  |  |                               |  |  |  |  |  |  |  |                                |  |  |  |  |  |  |  | Karl Magnusson (Eka)             |  |  |  |  |  |  |  |                                         |
|               |  |  |  |  |  |  |  |                               |  |  |  |  |  |  |  |                                |  |  |  |  |  |  |  |                                  |  |  |  |  |  |  |  |                                         |
|               |  |  |  |  |  |  |  |                               |  |  |  |  |  |  |  |                                |  |  |  |  |  |  |  |                                  |  |  |  |  |  |  |  | Märta Magnusdotter (Kase)               |
|               |  |  |  |  |  |  |  |                               |  |  |  |  |  |  |  |                                |  |  |  |  |  |  |  |                                  |  |  |  |  |  |  |  |                                         |
|               |  |  |  |  |  |  |  |                               |  |  |  |  |  |  |  | Måns Karlsson (Eka)            |  |  |  |  |  |  |  |                                  |  |  |  |  |  |  |  |                                         |
|               |  |  |  |  |  |  |  |                               |  |  |  |  |  |  |  |                                |  |  |  |  |  |  |  |                                  |  |  |  |  |  |  |  |                                         |
|               |  |  |  |  |  |  |  |                               |  |  |  |  |  |  |  |                                |  |  |  |  |  |  |  |                                  |  |  |  |  |  |  |  | Arent Pinnow                            |
|               |  |  |  |  |  |  |  |                               |  |  |  |  |  |  |  |                                |  |  |  |  |  |  |  |                                  |  |  |  |  |  |  |  |                                         |
|               |  |  |  |  |  |  |  |                               |  |  |  |  |  |  |  |                                |  |  |  |  |  |  |  | Birgitta Arentsdotter Pinnow     |  |  |  |  |  |  |  |                                         |
|               |  |  |  |  |  |  |  |                               |  |  |  |  |  |  |  |                                |  |  |  |  |  |  |  |                                  |  |  |  |  |  |  |  |                                         |
|               |  |  |  |  |  |  |  |                               |  |  |  |  |  |  |  |                                |  |  |  |  |  |  |  |                                  |  |  |  |  |  |  |  | Elin Andersdotter (Ulfstand af Årby)    |
|               |  |  |  |  |  |  |  |                               |  |  |  |  |  |  |  |                                |  |  |  |  |  |  |  |                                  |  |  |  |  |  |  |  |                                         |
|               |  |  |  |  |  |  |  | Cecilia Månsdotter (Ekaätten) |  |  |  |  |  |  |  |                                |  |  |  |  |  |  |  |                                  |  |  |  |  |  |  |  |                                         |
|               |  |  |  |  |  |  |  |                               |  |  |  |  |  |  |  |                                |  |  |  |  |  |  |  |                                  |  |  |  |  |  |  |  |                                         |
|               |  |  |  |  |  |  |  |                               |  |  |  |  |  |  |  |                                |  |  |  |  |  |  |  |                                  |  |  |  |  |  |  |  | Isak Isaksson (Banér)                   |
|               |  |  |  |  |  |  |  |                               |  |  |  |  |  |  |  |                                |  |  |  |  |  |  |  |                                  |  |  |  |  |  |  |  |                                         |
|               |  |  |  |  |  |  |  |                               |  |  |  |  |  |  |  |                                |  |  |  |  |  |  |  | Eskil Isaksson (Banér)           |  |  |  |  |  |  |  |                                         |
|               |  |  |  |  |  |  |  |                               |  |  |  |  |  |  |  |                                |  |  |  |  |  |  |  |                                  |  |  |  |  |  |  |  |                                         |
|               |  |  |  |  |  |  |  |                               |  |  |  |  |  |  |  |                                |  |  |  |  |  |  |  |                                  |  |  |  |  |  |  |  | Märta Siggesdotter (Brun)               |
|               |  |  |  |  |  |  |  |                               |  |  |  |  |  |  |  |                                |  |  |  |  |  |  |  |                                  |  |  |  |  |  |  |  |                                         |
|               |  |  |  |  |  |  |  |                               |  |  |  |  |  |  |  | Sigrid Eskilsdotter (Banér)    |  |  |  |  |  |  |  |                                  |  |  |  |  |  |  |  |                                         |
|               |  |  |  |  |  |  |  |                               |  |  |  |  |  |  |  |                                |  |  |  |  |  |  |  |                                  |  |  |  |  |  |  |  |                                         |
|               |  |  |  |  |  |  |  |                               |  |  |  |  |  |  |  |                                |  |  |  |  |  |  |  |                                  |  |  |  |  |  |  |  | Harald Stensson Gren                    |
|               |  |  |  |  |  |  |  |                               |  |  |  |  |  |  |  |                                |  |  |  |  |  |  |  |                                  |  |  |  |  |  |  |  |                                         |
|               |  |  |  |  |  |  |  |                               |  |  |  |  |  |  |  |                                |  |  |  |  |  |  |  | Cecilia Haraldsdotter Gren       |  |  |  |  |  |  |  |                                         |
|               |  |  |  |  |  |  |  |                               |  |  |  |  |  |  |  |                                |  |  |  |  |  |  |  |                                  |  |  |  |  |  |  |  |                                         |
|               |  |  |  |  |  |  |  |                               |  |  |  |  |  |  |  |                                |  |  |  |  |  |  |  |                                  |  |  |  |  |  |  |  | Sigrid Tomasdotter von Vitzen           |
|               |  |  |  |  |  |  |  |                               |  |  |  |  |  |  |  |                                |  |  |  |  |  |  |  |                                  |  |  |  |  |  |  |  |                                         |

### Generation 6
Det sjätte ledet innehåller också beskrivningar av vapensköldar för de 32 anorna.
| Generation 6, enligt Hans Gillingstam: Konung Gustav I:s anor. Svenska antavlor 1989, s 477-‐485. | Generation 6, enligt Hans Gillingstam: Konung Gustav I:s anor. Svenska antavlor 1989, s 477-‐485. | Generation 6, enligt Hans Gillingstam: Konung Gustav I:s anor. Svenska antavlor 1989, s 477-‐485. | Generation 6, enligt Hans Gillingstam: Konung Gustav I:s anor. Svenska antavlor 1989, s 477-‐485.             | Generation 6, enligt Hans Gillingstam: Konung Gustav I:s anor. Svenska antavlor 1989, s 477-‐485. |
| Nummer                                                                                            | Namn                                                                                              | Frälseätt                                                                                         | Beskrivning av vapnet                                                                                         | Vapen                                                                                             |
| ------------------------------------------------------------------------------------------------- | ------------------------------------------------------------------------------------------------- | ------------------------------------------------------------------------------------------------- | --- | ------------------------------------------------------------------------------------------------- |
| 32/1                                                                                              | okänd far?                                                                                        | möjligen ätten Scherembeke?                                                                       | |                                                                                                   |
| 32/2                                                                                              | okänd?                                                                                            |                                                                                                   | |                                                                                                   |
| 32/3                                                                                              | Jon Nilsson (Rickebyätten)                                                                        | Rickebyätten                                                                                      | Vapen: styckad och belagd med 7-uddig stjärna                                                                 |                                                                                                   |
| 32/4                                                                                              | NN. Kettilsdotter Puke                                                                            | Puke                                                                                              | Vapen: en svart, uppåt fläkt örnvinge i gult fält.                                                            |                                                                                                   |
| 32/5                                                                                              | Segebod Krummedige                                                                                | Krummedige                                                                                        | Vapen: en vit lind i blått fält                                                                               |                                                                                                   |
| 32/6                                                                                              | Sidsel Skram                                                                                      | Skram                                                                                             | Vapen: en halv enhörning i silver på blått fält                                                               |                                                                                                   |
| 32/7                                                                                              | Johan von Thienen                                                                                 | von Thienen                                                                                       | Vapen: skölden kluven, högra fältet av guld med tre röda rutor, vänstra fältet av guld med två svarta bjälkar |                                                                                                   |
| 32/8                                                                                              | Anna von Lembeck                                                                                  | von Lembeck                                                                                       | Vapen: Ett nässelblad av silver på röd sköld (Tyska: ein silbernes Nesselblatt auf rotem Schild)              |                                                                                                   |
| 32/9                                                                                              | Algot Magnusson (Sture)                                                                           | Vingätten                                                                                         | Vapen: I fält av guld tre balkvis ställda svarta sjöblad                                                      |                                                                                                   |
| 32/10                                                                                             | Märta Bosdotter (Natt och Dag)                                                                    | Natt och Dag                                                                                      | Vapen: Delad i guld och blått                                                                                 |                                                                                                   |
| 32/11                                                                                             | Anund Jonsson (Lejonansikte)                                                                      | Lejonansikte, Hemming Ödgislessons ätt                                                            | Vapen: rött lejonhuvud på guld                                                                                |                                                                                                   |
| 32/12                                                                                             | Agneta Nipertz                                                                                    | Nipertz                                                                                           | Vapen: på guld en svart upprätt stående enhörning                                                             |                                                                                                   |
| 32/13                                                                                             | Ture Bengtsson (Bielke)                                                                           | Bielke                                                                                            | Vapen: tre gånger delad i guld och blått                                                                      |                                                                                                   |
| 32/14                                                                                             | Margareta Arvidsdotter (Sparre av Vik)                                                            | Sparre av Vik                                                                                     | Vapen: röd sparre på guld                                                                                     |                                                                                                   |
| 32/15                                                                                             | Karl Ulfsson (Sparre av Tofta)                                                                    | Sparre av Tofta                                                                                   | Vapen: röd sparre på guld                                                                                     |                                                                                                   |
| 32/16                                                                                             | okänd, eller Cecilia (bådas föräldrar okända)?                                                    | okänd                                                                                             | |                                                                                                   |
| 32/17                                                                                             | Trotte Pedersson (Eka)                                                                            | Ekaätten                                                                                          | Vapen: två gånger styckad sköld i blått, silver och rött                                                      |                                                                                                   |
| 32/18                                                                                             | Ingegärd Johansdotter (Bjälboättens oäkta gren)                                                   | Bjälboättens oäkta gren                                                                           | Vapen: tre gånger ginstyckad i guld och rött                                                                  |                                                                                                   |
| 32/19                                                                                             | Magnus Kase                                                                                       | Kase                                                                                              | Vapen: en sjuuddig stjärna (tinktur okänd)                                                                    |                                                                                                   |
| 32/20                                                                                             | Bengta Bengtsdotter (Oxenstierna)                                                                 | Oxenstierna                                                                                       | Vapen: på guld en röd oxpanna med två därifrån utgående horn                                                  |                                                                                                   |
| 32/21                                                                                             | Johan Pinnow                                                                                      | Pinnow                                                                                            | Vapen: ett björnhuvud                                                                                         |                                                                                                   |
| 32/22                                                                                             | Tideka Andersdotter (Årbyätten)                                                                   | Årbyätten                                                                                         | Vapen: sköld kluven av stora tandskuror                                                                       |                                                                                                   |
| 32/23                                                                                             | Anders Tomasson                                                                                   | Årbyätten                                                                                         | Vapen: sköld kluven av stora tandskuror                                                                       |                                                                                                   |
| 32/24                                                                                             | Märta Bengtsdotter (Sparre av Hjulsta och Ängsö)                                                  | Sparre av Hjulsta och Ängsö                                                                       | Vapen: röd sparre på guld                                                                                     |                                                                                                   |
| 32/25                                                                                             | Isak Björnsson (Banér)                                                                            | Banér                                                                                             | Vapen: en spets av silver från höger på fält av silver                                                        |                                                                                                   |
| 32/26                                                                                             | Gertrud Andersdotter                                                                              | Årbyätten                                                                                         | Vapen: sköld kluven av stora tandskuror                                                                       |                                                                                                   |
| 32/27                                                                                             | Sigge brun                                                                                        | Brun (ätt)                                                                                        | Vapen: en högt delad sköld, i nedre fältet 13 kulor ordnade 4-3-3-2-1                                         |                                                                                                   |
| 32/28                                                                                             | Birgitta Nilsdotter (Lännaätten)                                                                  | Lännaätten                                                                                        | Vapen: två röda spetsar uppifrån på fält av guld                                                              |                                                                                                   |
| 32/29                                                                                             | Sten Haraldsson (Gren)                                                                            | Gren                                                                                              | Vapen: En spets av silver från vänster på blått fält                                                          |                                                                                                   |
| 32/30                                                                                             | Cecilia Nilsdotter, (Ivar Nilssons ätt)                                                           | Ivar Nilssons ätt                                                                                 | Vapen: fyrstyckad i guld och rött                                                                             |                                                                                                   |
| 32/31                                                                                             | Tomas Von Vitzen                                                                                  | von Vitzen                                                                                        | Vapen: på guld en röd springande (hoppande?) räv eller ulv                                                    |                                                                                                   |
| 32/32                                                                                             | Ida Henningsdotter Königsmarck                                                                    | Königsmarck                                                                                       | Vapen: tre röda spetsar från höger på fält av silver                                                          |                                                                                                   |